# Babson College
Pour les articles homonymes, voir Babson (homonymie).
Le Babson College est une école de commerce privée implantée à Wellesley, au Massachusetts, États-Unis.

## Historique
Le Babson College a été fondé par Roger Babson (en), le 3 septembre 1919, sous le nom de Babson Institute. Il a été rebaptisé Babson College en 1969. Convaincu que l'expérience est le meilleur professeur, Roger Babson a favorisé un cursus qui combinait à la fois le travail de et les stages en entreprises. Les hommes d'affaires constituaient la majorité du corps professoral, à la place des enseignants académiques, et le cursus de l'Institut se concentrait plutôt sur les expériences pratiques que sur les conférences. Les étudiants travaillaient sur des projets de groupes et des exposés, observaient les processus de fabrication durant leur visite de bureaux et d'usines locales, rencontraient des directeurs et des cadres, et visionnaient des films le samedi matin.

## Le campus

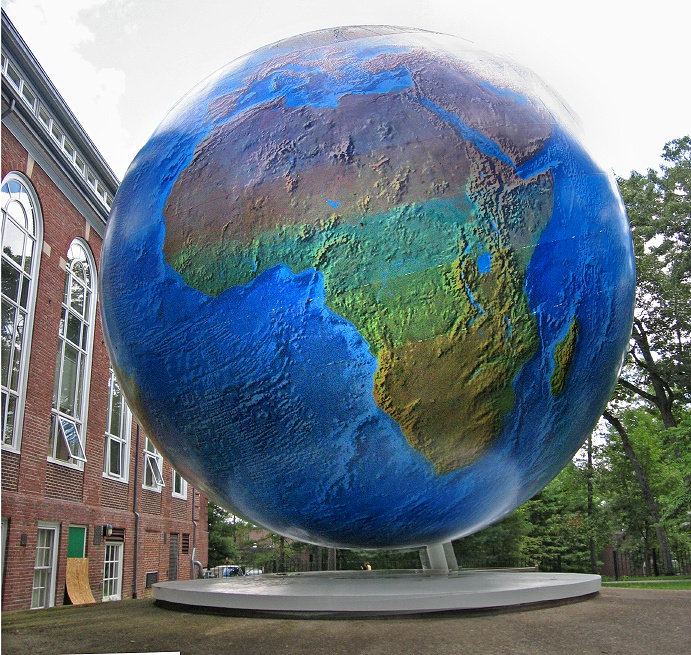
Le Babson Globe.

Le campus mesure 1,4 km 2 dans le quartier du « Babson Park » de Wellesley, dans l'État du Massachusetts.
Le Babson Globe, qui pèse 25 tonnes et mesure de l'ordre de 10 mètres de diamètre, constitue un repère physique notoire. Construit en 1955, par Roger Babson pour un coût de 200 000 US$,  il tournait à l'origine et sur son axe et sur sa base, illustrant aussi bien l'alternance du jour et de la nuit que celle des saisons. Il finit par se détériorer. Les tuiles d'habillage commencèrent à tomber en 1984, et vers 1988, il ne ressemblait plus qu'à une vieille sphère rouillée. L'administration du Collège annonça sa destruction, mais les étudiants, les anciens et les enseignants s'insurgèrent et lancèrent une collecte en vue de sa restauration. En 1994, le globe lui-même fut rénové, bien qu'il ne tourne plus. Il est resté longtemps le plus grand globe tournant du monde et demeure un des plus grands jamais construits,,.

## Enseignement
Babson propose à tous les étudiants en dessous du niveau licence un diplôme de bachelor of science en administration des affaires, alors que la Graduate School of Business Franklin W. Olin du Babson College propose des formations visant au MBA. Les programmes sont accrédités par l'Association to Advance Collegiate Schools of Business (AACSB) et le College lui-même est accrédité par la New England Association of Schools and Colleges (NEASC) depuis 1950.

## Vie étudiante
En 2008, il y avait un total de 3 439 étudiants qui suivaient des cours, 1 851 d'entre eux en licence.Les)publications étudiantes comprennent un magazine littéraire et il existe plusieurs fraternités et « sororités » sur le campus : Alpha Epsilon Pi, Chi Omega, Kappa Kappa Gamma, Sigma Kappa, Sigma Phi Epsilon, Tau Kappa Epsilon, et Theta Chi. La radio de Babson College a commencé à émettre en 2001.
L'hébergement comprend l'E-Tower, une solution alternative pour les étudiants entrepreneurs. D'autres options d'hébergement comprennent l'I-Tower, la Tour du Bien-Vivre (Healthy-Living Tower), La Tour des Arts Libéraux (Liberal Arts Tower), et la Tour Verte (Green Tower).
Les équipes sportives de Babson sont connues sous le surnom de « Beavers » (Les castors), et ses couleurs sont le vert et le blanc. Babson propose vingt deux sports universitaires, la majorité d'entre eux étant présent dans les compétitions des conférences athlétique masculines et féminines de Nouvelle-Angleterre (New England Women's and Men's Athletic Conference -NEWMAC) telle que la NCAA Division III.
De surcroît, les skieurs et skieuses des équipes de ski alpin participent aux compétitions de la Eastern Collegiate Ski Conference (ECSC), l'équipe de hockey sur glace masculine concourent dans la Eastern College Athletic Conference (ECAC), et l'équipe masculine de crosse dans la Pilgrim League. La seule équipe à ne pas concourir dans une conférence spécifique est celle de golf, qui participait à la NEWMAC jusqu'à 2005, quand la conférence a cessé son mécénat faute d'équipes participantes.

## Anciens élèves célèbres
En 2009, les anciens élèves suivants jouissaient d'un certaine notoriété :
- Tom Georgens : PDG de NetApp[14] ;
- Ernesto Bertarelli : PDG de Serono, vainqueur de la Coupe de l'America[15] ;
- Marc H. Bell : PDG du magazine Penthouse ;
- Arthur M. Blank : cofondateur de Home Depot et propriétaire de l'équipe des Falcons d'Atlanta[16] ;
- Terrell Braly : PDG de Cinebarre, fondateur de Quiznos;
- Gustavo Cisneros : PDG de l'Organisation Diego Cisneros[17] ;
- Robert Davis : fondateur de Lycos, PDG et partenaire général dirigeant de  Highland Capital Partners[18] ;
- Roger Enrico (1944-2016) : ancien PDG de PepsiCo, alors Président de DreamWorks Animation SKG[19] ;
- Edsel Ford II : directeur de Ford ;
- Daniel Gerber : fondateur de Gerber Baby Foods ;
- William D. Green : PDG d'Accenture[20] ;
- Akio Toyoda : Président de Toyota ;
- Jason Bedrick : représentant de l'état du New Hampshire ;
- Craig Benson : PDG de  Cabletron, ancien gouverneur du New Hampshire[21]
- W. Haydon Burns (en) : ancien gouverneur de Floride de 1965 à 1967.